# Соколов, Валерий Викторович
Валерий Викторович Соколов (род. 22 сентября 1986, Харьков) — украинский скрипач, лауреат международных конкурсов.

## Биография
Родился в Харькове в 1986 году. Занимается игрой на скрипке с пятилетнего возраста.
Начальное музыкальное образование получил в ДМШ № 9 города Харькова (класс преподавателя Кравецкой Н. Ю.) и Харьковской средней специальной музыкальной школе-интернате (класс доцента Евдокимова С. А.).
С 2001 года Валерий переезжает в Великобританию, поступает в школу им. Иегуди Менухина в Лондоне в класс профессора Натальи Боярской.
С 2005 года обучается в Королевском Колледже Музыки в Лондоне в классе профессора Феликса Андриевского, также стажируясь у Марка Лубоцкого в Гамбурге.
В 2005 году становится обладателем гран-при международного конкурса им. Джордже Энеску (Бухарест, Румыния).
В 2010 году окончил аспирантуру в элитной музыкальной академии в Кронберге (Франкфурт, Германия) по классу Гидона Кремера и Анны Чумаченко. В 2014 году прошел стажировку в Венской Консерватории у Бориса Кушнира.

## Творчество
Регулярно гастролирует с европейскими (Лондон, Стокгольм, Брюссель, Женева, Цюрих, Мюнхен), азиатскими (Сеул, Токио, Куала-Лумпур, Пекин, Сингапур) и американскими (Оттава, Кливленд, Сиэтл) симфоническими оркестрами. Ежегодно выступает в концертах симфонических оркестров Санкт-Петербургской, Московской и Киевской Филармоний.
Сотрудничал с Оркестрами Би-Би-Си, Оркестр де Пари, Камерным оркестром Европы и оркестром им. Густава Малера, оркестром Радио Франции, Баварского Радио и NDR в Гамбурге .
Каждый концертный сезон Валерий Соколов выступает на родине совместно с ведущими украинскими коллективами: Государственным Академическим оркестром Украины и оркестром Национальной Филармонии Украины.
Сотрудничал с крупнейшими дирижёрами: Владимиром Ашкенази, Юрием Темиркановым, Д. Цинманом, Н. Марринером, Ю. Симоновым.
Сольные концерты скрипача проходят в самых престижных концертных залах Европы: Вигмор-Холл в Лондоне, Театр Шатле в Париже, Консерватории им. Дж. Верди в Милане, в Люцерне.
В камерной музыке коллегами по сцене были скрипачи: Вадим Репин, Лиза Батиашвили, Никита Борисоглебский, Борис Бровцын, Роби Лакатош, альтисты: Жерар Коссе, Максим Рысанов, Лоуренс Пауер, виолончелисты: Гарри Хофман, Миша Майский, Леонид Горохов, Александр Бузлов, Йенс Петер Майнц и пианисты: Денис Мацуев, Кэтрин Стотт, Пьотр Андрежевский, Итамар Голан, Саша Маджар, Дэвид Фрей,Нельсон Гернер.
Постоянным, многолетним партнером по камерному ансамблю Соколова является пианист, лауреат международных конкурсов, Евгений Изотов.
Многолетняя дружба и тесное музыкальное сотрудничество связывает музыканта и с легендарным режиссёром Брюно Монсенжоном. Результатом творческого тандема скрипача и режиссёра стали три фильма‑концерта: Violon dans l’aime (EMI classics, DVD) в 2004 году, «Сибелиус в Парижской Консерватории» с Владимиром Ашкенази (Euroarts, DVD) в 2009 году, а также «Концерты Бартока и Чайковского в Цюрихе» с Дэвидом Цинманом, 2010 год.
Валерию Соколову посвящен Третий Концерт для скрипки выдающегося украинского композитора Евгения Станковича.

### Выпущенные CD
- Энеску Соната н.3 (EMI)
- Барток и Чайковский, Концерты для скрипки (EMI)
- Чайковский «Воспоминания о Флоренции» (Sony)
- Шульхофф — камерная музыка (Naxos)
- Станкович Концерты для скрипки (Фонд Украинского Радио)